# 방원철
방원철(方圓哲, 1920년 ~ 1999년)은 일제강점기와 대한민국에서 군 활동을 한 대한민국의 군인, 정치인이다.

## 생애
옌지 출신으로 간도의 룽징에서 광명중학교를 졸업하였다. 만주의 신경군관학교를 1941년에 제1기로 졸업한 뒤 만주군 장교로 복무했다. 박정희에게는 신경군관학교 1기 선배가 된다.
태평양 전쟁이 종전될 때까지 만주군 제8단에서 신현준, 이주일, 박정희와 함께 근무했다. 전쟁 종전 시점에 신현준은 상위, 신경군관학교 동기생인 이주일과 방원철은 중위, 박정희는 소위였다. 후배 조선인 생도들을 자주 구타했는데 특히 박정희는 자기보다 나이가 3살이나 많았음에도 불구하고 1기 선배라는 이유로 다른 후배들과 똑같이 구타하였다. 박정희가 건방지게 보였다는 것이 이유였다.
일본 제국의 패망으로 이들은 모두 베이징을 거쳐 광복군에 일시 편성됐다가 미군정 지역으로 들어왔다.
방원철은 대한민국 국군에 참여한 다른 장교들과는 달리 여운형의 건국준비위원회와 연계를 갖고 1946년에 소군정 지역으로 올라가 조선인민군 창군 과정에 참여하였다.
그러나 대한민국 정부 수립 후인 1948년 10월에 만주군 출신 장교들과 함께 귀순했다. 국방부는 북한인민군 장교 5명의 귀순을 발표했다. 이때 직위는 조선인민군 중앙경위대 대대장이었고, 조선민주주의인민공화국의 폭정을 피해 왔으며 이를 반대하기 위해 철저히 투쟁할 계획이라고 밝혔다. 방원철은 곧 대한민국 육군 소령으로 임관하고 육군본부 초대 전사감을 지냈으며 한국 전쟁에도 참전하였다.
1961년 박정희가 5·16 군사정변을 일으켰을 때 육군 대령으로서 핵심 세력으로 참가하였다. 정변 성공 후 대한민국 내무부 치안국 정보과장에 임명되었다. 대한민국 중앙정보부가 설립되기 전이라 정보 계통의 업무를 전담하는 요직이었다. 미국육군 제8군과 정변 세력 간의 불화를 조정하는 중요한 역할을 맡기도 했다. 그러나 1963년에 '군일부 쿠데타음모 사건'이 적발되어 김동하를 중심으로 함경도 출신 정변 가담 인맥이 대거 숙청되었을 때 주모자로 몰려 수감되면서 권력에서 밀려났다.
방원철은 논란이 많은 박정희의 만주군 시절 경력을 자세히 증언할 수 있는 위치에 있었던데다 조선인민군 창군과 조선민주주의인민공화국의 건국 과정을 지켜본 인물이라 현대사 연구를 위한 증언을 많이 남겼다. 5·16 군사정변에 참여했다가 김종필 계열에게 숙청당한 뒤 김종필과는 대립하는 관계에 있었으며, 민간인이었던 김종필의 정변 과정에서의 역할에 대해 의문을 표시하는 내용 등 김종필에 대한 비판을 담은 《김종필에게 고함》(1987), 《김종필 정체》(1995) 등을 집필하기도 했다.
2008년 민족문제연구소가 발표한 친일인명사전 수록예정자 명단 중 군 부문에 선정되었다.

## '해방 후 광복군'과 박정희 비밀공작원설
박정희가 만주군에 있을 당시 비밀리에 광복군 활동을 했다는 설이 있으나, 박정희와 함께 근무했던 신현준이 광복군의 존재 자체를 광복 후 베이징으로 이동할 때까지 전혀 모르고 있었다고 증언한 바 있다. 신현준의 증언은 박정희의 비밀광복군설에 대한 중요한 반박의 근거로 사용되고 있다.
해방 직후 북경에는 광복군 출신, 학도병 출신 등 수많은 조선 청년들이 집결하였다. 그 숫자가 대략 400여 명에 달했는데 만주군 대위 출신은 신현준과 중위 출신의 박정희 전 대통령도 있었다. 임시정부는 동북반사처(辦事處) 최용덕 처장을 보내 이들에게 임시거처를 마련해주었다. 그러고는 이들을 임시로 김학규 광복군 3지대장 휘하로 편입시켰다. 이때 신현준과 박정희는 만주군 장교 경력을 인정받아 3지대 1대대장과 2중대장을 각각 맡았다. 이들은 모두 '해방 후 광복군'이다.
박정희처럼 고등교육을 받은 일본군 장교는 “(세력 확장을 위해) 일본군 출신 조선인들을 광복군에 적극 편입한다”는 한국독립당의 방침에 따라 광복군에 적극 편입됐다. 염인호 서울시립대 교수(사학)가 쓴 논문 ‘해방 후 한국독립당의 중국 관내지방에서의 광복군 확군활동’을 보면, ‘박정희처럼 해방 이후 확군된 병사의 수는 베이징 1300여명, 난징 800여명, 상하이 1300여명 등’인 것으로 나타난다.
박정희가 소속된 광복군 부대는 아마도 북평잠편지대일 것으로 보이는데, 일부 증언에는 제3지대 주평진대대(駐平津大隊)라고도 한다. 평진이란 북평과 천진에서 따온 말이다. 이 부대의 대대장은 박정희와 같이 근무한 신현준이었고 신현준은 광복군의 존재를 해방 이전에는 알지 못했다고 회고했다. 이 부대는 실제 광복군 부대라기보다 해방이라는 급격한 상황 변화에 따라 광복군이 세불리기 차원에서 부대 명칭을 부여한 것으로, 사실상 일종의 포로수용부대였다. 이들 부대를 관리한 중국쪽 기관이 부로관리처(俘虜管理處)인 것도 이를 증명한다.
이게 박정희가 일제 패망 이전에 광복군 비밀요원이었다는 식으로 기술한 소설 <광복군>(저자 박영만)의 근거로 활용됐다. 그러나 이는 사실이 아니다. 증언자는 이용(李龍), 해방 전엔 이집용(李集龍)이었다. 간도특설대에 대해 제대로 증언한 유일한 사람이었다. 박정희·신현준이 광복군 김학규 장군에게서 “적당한 시기에 일본군을 공격하라”는 명령을 받고 1945년 7월에 베이징에서 다시 철석부대로 돌아오는 등 비밀광복군이었다는 얘기는 거짓말이라는 것이다.
소설광복군에 근거하여 많은 가짜 정보들이 유통되었다. 육군본부가 발간한 '창군전사', 장창국이 출간한 '육사 졸업생'에도 등장한다.
‘만주에 있던 장교들은 그들대로의 지하조직이 있었다. 박정희, 신현준, 이주일 등은 광복군 제3지대의 비밀 광복군으로서 거사 직전에 해방을 맞이했다.’ (육군본부 발간 ‘창군전사’ 265쪽)
창군전사 말고도 박정희를 비밀 광복군으로 묘사한 책은 더 있다. 박정희 정권에서 합참의장, 국회의원을 지낸 장창국(전 합참의장, 작고)씨가 1984년 <육사졸업생>이란 책에서 '광복군 비밀요원설'을 주장하면서 확산되기 시작했다. 당시 장씨는 책에서 "신태양악극단이 '철석부대'로 위문갔을 때 이 악극단의 잡역부로 위장한 비밀광복군 이용기가 박정희와 접촉, 그를 비밀광복군으로 만들었다"고 썼다.
그러나 이는 모두 날조된 것이다. 부대장의 이름을 따 일명 '철석부대'로 불린 이 부대는 1939년 명월구에서 조선인 독립대대로 출발한 부대로 박정희는 이 부대에 간 적이 없다. 철석부대 출신인 박창암(육군 준장 예편, 작고)씨, 송석하(육군 소장 예편, 작고)씨 등은 생전에 "박정희는 철석부대 문전에도 가본 적이 없다"고 증언한 바 있다.
또 '신태양 악극단' 단장을 지낸 작곡가 손목인(작고)씨는 생전에 "더러 군대 위문도 갔지만 철석부대는 들어본 일이 없고, 이용기라는 이름도 기억나지 않는다"고 증언했다. 또 단원이었던 가수 신카나리아씨와 영화배우 황해씨 등도 지난 97년 "이용기라는 이름은 기억에 없다"고 증언한 바 있다.
박정희와 8단에 같이 근무했던 방원철(육군대령 예편, 작고)씨는 "8단 시절 연예인이 부대로 위문온 적이 없었다"며 "박정희는 8단 부임 이후 반벽산(단 본부 소재지)을 떠난 적이 단 한번도 없었다"고 증언했다.
광복군 출신인 장준하는 1967년 대선에 맞추어 나온 소설 <광복군>(저자 박영만)에 격분한다. 제 딴에는 친일파 박정희 대통령을 비밀광복군으로 둔갑시켰기 때문이었다. 1967년도 당시에 야당 대통령 후보 윤보선을 지지하며 전국을 돌아다니면서 줄기차게 비판한다. 고상만의 ‘중정이 기록한 장준하’ 책에도 그 이야기가 언급돼 있다. ‘지금 현재 일각에서 박정희 후보가 광복군이라고 하면서 써놓은 책이 있는데 이것은 전부 다 거짓말이다. 내가 광복군이기 때문에 정확히 안다. 그는 당시에 만주에서 일본군 장교로 있었다.’ 이같은 언급에 대해서 당시 중앙정보부가 중요상황 보고로 장준하의 발언을 일일이 기록했다.
또 당시 정황을 비교적 잘 아는 김승곤 전 광복회장은 “박영만은 청와대에서 돈을 받을 줄 알고 ‘광복군’을 썼는데, 내용을 훑어본 박 대통령은 ‘내가 어디 광복군이냐. 누가 이 따위 책을 쓰라고 했냐’며 화를 냈고, 결국 박영만은 돈 한푼 못 받고 거창하게 준비한 출판기념회도 치르지 못했다”고 증언했다.
소설 광복군이 출간될 당시 중앙정보부에 근무한 이종찬 전 국회의원의 증언이다. “이건 내가 실제로 겪은 것으로 1967~68년 중앙정보부에 ‘<광복군>(저자 박영만) 책을 모두 거둬들이라’는 지시가 내려왔다. 어렵게 책을 수거해 봤더니 ‘박정희가 광복군 활동을 했다’는 내용이었다. 박 대통령이 그것을 읽고 ‘이런 거짓말을 해선 안된다. 해방 후 김학규 광복군 3지대장이 만주에 있던 한국 국적 군인을 모았다. 그때 잠시 구대장으로 사병을 모아 훈련시킨 적이 있다. 이것은 해방 이후로 내가 장준하나 김준엽처럼 일제때 독립군을 했다는 것은 말이 안된다. 그래서 책을 거두어들이라고 했다’는 것이다.”
박정희가 '해방후 광복군'이기는커녕 길거리를 배회하던 그를 체포해서 국내로 송환했다는 자료도 있다. 김홍신의 홈페이지 '박정희 광복군편입은 허위날조'에 따르면 광복군 출신의 항일투사 이재현(이형진의 부친)은 북평 판사처 주임(광복군 소령/지역 사령관)이었다. 일제가 패망하자 박정희가 속한 만주군 8단이 해체되고 베이징으로 나와 길거리를 배회하던 박정희를 잡아 들여 한국으로 송환한 책임자가 이재현이라고 한다. 당시 북평 판사처의 임무는 재 중국동포와 한국 국적의 일본군들을 본국으로 송환하는 것이 임무였다. 일본군 출신이 너무 많아 군의 편제가 필요하여 신현준 일본군 대위를 대대장으로 이주일과 박정희 일본군 중위를 중대장으로 하여 통솔케 하고 본국으로 송환하였던 것뿐이다. 박정희가 광복군 3지대에 편입되었다는 주장은 틀렸다는 것이다. 이 내용은 전 정보원장인 이종찬 씨가 2004년 8월 26일 중앙일보에 투고한 글에 대한 반박을 위해 쓴 글이었다.

## 학력
- 만주 지린성 룽징 간도 광명중학교 졸업
- 만주 신경군관학교 1기
- 대한민국 육군사관학교 특9기(1950년)
- 대한민국 육군보병학교 졸업(1951년)
- 대한민국 육군공병학교 졸업(1952년)
- 대한민국 육군포병학교 졸업(1953년)
- 대한민국 국방대학교 행정학사 1기(1956년)

## 같이 보기
- 5·16 군사정변

## 참고 자료
- 한국정신문화연구원 (2004년 5월 20일). 〈제3부 방원철 (조이현 정리)〉. 《내가 겪은 한국전쟁과 박정희정부》. 서울: 선인. ISBN 8989205700.